# Eritrichium villosum
Eritrichium villosum är en strävbladig växtart. Eritrichium villosum ingår i släktet Eritrichium och familjen strävbladiga växter.

## Underarter
Arten delas in i följande underarter:
- E. v. pulvinatum
- E. v. villosum
- E. v. micranthum